# Бирюченское сельское поселение
Бирюченское сельское поселение — упразднённое муниципальное образование в Таловском районе Воронежской области.
Административный центр — село Бирюч.

## История
Законом Воронежской области от 30 ноября 2015 года № 163-ОЗ, были преобразованы, путём их объединения Бирюченское и Тишанское сельские поселения — в Тишанское сельское поселение с административным центром в селе Верхняя Тишанка.

## Административное деление
В состав поселения входил 1 населённый пункт:
- село Бирюч.